# Albin Stenroos
Oskar Albinus („Albin”) Stenroos (ur. 25 lutego 1889 w Vehmaa, zm. 30 kwietnia 1971 w Helsinkach) – fiński lekkoatleta, biegacz długodystansowy, trzykrotny medalista olimpijski.
Po raz pierwszy startował w biegu maratońskim w 1909, kiedy zajął 3. miejsce w mistrzostwach Finlandii. Później zdecydował się startować na krótszych dystansach i nie biegał maratonu aż do igrzysk olimpijskich w 1924.
Zyskał sławę zdobywając mistrzostwo Finlandii w biegu na 10 000 metrów w 1910. Pod nieobecność Hannesa Kolehmainena został mistrzem Finlandii na 5000 metrów i na 10 000 metrów w latach 1912-1926, a także w biegu przełajowym w latach 1915-1917.
Na igrzyskach olimpijskich w 1912 w Sztokholmie zdobył brązowy medal na 10 000 metrów, a także srebrny w drużynie w biegu przełajowym (indywidualnie zajął w tej konkurencji 6. miejsce). Startował również w biegu na 3000 metrów drużynowo, ale reprezentacja Finlandii niespodziewanie przegrała ze Stanami Zjednoczonymi w eliminacjach.
W 1915 Stenroos ustanowił rekord świata w biegu na 30 000 metrów – 1:48:06,2, który poprawił w 1924 na 1:46:11,6. W 1923 został rekordzistą świata na 20 000 metrów wynikiem 1:07:11,2.
Na igrzyskach olimpijskich w 1924 w Paryżu Stenroos wystartował w biegu maratońskim – po raz pierwszy od 1909. Zwyciężył wygrywając z następnym zawodnikiem (był nim Włoch Romeo Bertini) o niemal 6 minut. Później zajął 2. miejsce w Maratonie Bostońskim w 1926, a w 1927 wycofał się z wyczynowego uprawiania lekkiej atletyki.